# Краснокамский район (Башкортостан)
Краснокамский район (баш. Краснокама районы) — административно-территориальная единица (район) и муниципальное образование (муниципальный район) в её границах под наименованием муниципальный район Краснокамский район (баш. Краснокама районы муниципаль районы) в составе Республики Башкортостан Российской Федерации.
Административный центр — село Николо-Берёзовка.
Город Нефтекамск находится внутри Краснокамского района, но выделен в отдельную административную единицу — муниципальное образование Городской округ город Нефтекамск.

## История
В прошлом территория современного Краснокамского района входила в состав земель башкир-вотчинников Гирейской, Кыргызской и Енейской волостей.
Был образован 20 августа 1930 года в составе Башкирской АССР под названием Николо-Берёзовский район. В его состав вошли Ново-Кабановская и большая часть Калегинской и Ново-Каинлыковской волостей Бирского уезда. 20 февраля 1932 года Николо-Берёзовский район был упразднён, а его территория передана в Калтасинский район.
31 января 1935 года район был воссоздан под названием Краснокамский район. В состав района вошли Арлановский, Карякинский, Касевский, Кориевский, Кутлинский, Музяковский, Николо-Берёзовский, Никольский, Ново-Актанышбашевский, Ново-Кабановский, Ново-Каинлыковский, Ново-Муштинский, Ново-Уразаевский, Ново-Янзигитовский, Сакловский, Саузовский, Старо-Кузговский, Старо-Муштинский и Старо-Янзигитовский сельсоветы.
28 декабря 1938 года из Калтасинского района в Краснокамский был передан Шушнурский с/с. К началу 1941 года было: 19 сельсоветов, 69 колхозов, 106 тысяч гектаров земли, в том числе 66 438 га пахотной. 25 июня 1951 года Ново-Уразаевский с/с был присоединён к Арлановскому.
С мая 1952 по апрель 1953 года Краснокамский район входил в состав Уфимской области. 15 июля 1953 года Кутлевский с/с был присоединён к Касевскому с/с, Ново-Муштинский — к Шушнурскому, Старо-Кузговский — к Старо-Янзигитовскому; Ново-Актанышбашевский и Ново-Янзигитовский с/с были объединены в Ново-Нагаевский с/с. 24 июля 1958 года Кариевский с/с был переименован в Ташкиновский с/с. 23 сентября 1959 года был упразднён Касевский с/с. 31 октября 1960 года Карякинский с/с был присоединён к Музяковскому; одновременно образован Кариевский с/с.
В декабре 1962 года Краснокамский район был упразднён, а его территория включена в состав Янаульского района. 31 марта 1972 года Краснокамский район был восстановлен. В состав района вошли: рабочий посёлок Николо-Березовка, переданный из административного подчинения города Нефтекамска, а также сельсоветы Арлановский, Кариевский, Музяковский, Никольский, Ново-Буринский, Ново-Кабановский; Ново-Каинлыковский, Ново-Нагаевский, Редькинский, Саузбашский, Старо-Муштинский, Старо-Янзигитовский и Шушнурский, переданные из Калтасинского района. 26 декабря 1974 года из административного подчинения города Нефтекамска в Краснокамский район был передан Куяновский с/с.

## Физико-географическая характеристика

### Географическое положение
Район расположен на северо-западе Башкортостана. На западе и северо-западе граничит с Удмуртской Республикой, на юго-западе с Республикой Татарстан. Площадь района составляет 1594,92 км².
Восточная часть территории района расположена на Прибельской увалисто-волнистой равнине, переходящей на западе в Прикамскую низменную равнину. По территории района протекают реки Белая, Кама, Амзя, Берёзовка, Кельтей, Тыхтем, Быстрый Танып. В долине Белой много озёр, стариц и болот. Преобладают дерново-подзолистые, серые лесные и слабоподзолистые песчаные почвы. Леса состоят из сосны, ели, березы, ольхи, чёрной осины и занимают 21,6 тыс. га (12,7 % территории района). Полезные ископаемые представлены месторождениями нефти, керамзитовых глин, кирпичных глин, песчано-гравийной смеси, агрономических руд. Широко распространены торфяники. Имеются источники сероводородных минеральных вод.
Самая высокая отметка над уровнем моря на территории района составляет 207,1 м, находится между с. Новый Актанышбаш и д. Уралы.

### Геолого-тектоническое строение
Краснокамский район расположен восточной окраине Русской платформы. В основании её залегает древний фундамент, состоящий из магматических и метаморфических пород. Фундамент перекрыт осадочным чехлом.
Поверхность фундамента неровна и образует ряд приподнятых блоков или сводов. Территория района находится в понижении между Уфимским плато и Бугульминско-Белебеевской возвышенностью, которой в рельефе соответствует — Прибельская увалисто-волнистая равнина и Прикамская низменная долина. Рельеф отражает формы поверхности кристаллического фундамента. Глубина залегания фундамента в этом прогибе достигает 10 тысяч метров. Прогиб заполнен осадочными горными породами, которые сносились, в основном, с Уральских гор.
В тектоническом отношении территория района соответствует Предуральскому краевому прогибу и Бирской седловине. Толщина кристаллического фундамента достигает здесь 2000—2500 м, породы его постепенно сливаются с нижележащим гранитным слоем. Кристаллический фундамент повсюду покрывается верхнепротерозойскими породами.
В пермский период накопились осадки, давшие светло-серые известняки, доломиты, гипсы, серые и коричнево-серые песчаники, алевролиты, глины, общая мощность которых колеблется от 100 до 500 метров. Пермские отложения представлены отложениями казанского и уфимского ярусов. В течение мезозойской и кайнозойской эр территория испытывала преимущественно режим суши, наступил континентальный этап своего развития. Размывом уничтожена большая часть пермских осадков, а местами полностью снесены. Лишь в палеогене и неогене некоторые зоны были заняты водами вторгшихся южных морей, в условиях которых откладывались песчано-глинистые и илисто-болотистые осадки, давшие залежи бурых углей.

### Рельеф
Территория района находится в пределах Прибельской увалисто-волнистой равнины и Прикамской низменной долины. Восточная часть района расположена на Прибельской увалисто-волнистой равнине, а западная — на Прикамской низменной равнине. Общая высота рельефа 150—300 метров над уровнем моря. Рельеф представлен плоскоувалистой равниной, переходящей в широкие террасы реки Белой. На юге преобладает холмистый тип рельефа. Правобережье густо изрезано речной и овражно-балочной сетью. Распространены широкие увалы. Абсолютная высота 60—280 м. Длина овражно-балочной сети, увеличивающейся в южном направлении 0,8—2 км на 1 км². Глубина расчленения менее 100 м. Наблюдается плоскостной смыв, оврагообразование и карст. На террасах и поймах аккумуляция сопровождается соленакоплением карбонатов кальция и местами натрия.

### Климат
Район находится в северо-лесостепной подзоне умеренного пояса. Климат умеренно континентальный, достаточно влажный, лето тёплое, зима умеренно холодная и продолжительная. Средняя температура января: −13,7 °C, минимальная: −52,8 °C; июля: +19,3 °C, максимальная: +42,3 °C. Среднегодовая температура воздуха: +3,2 °C. Среднее количество осадков: 577 мм. Число дней с положительной температурой воздуха: 200—205.

### Поверхностные воды
Территория Краснокамского района покрыта разветвленной сетью поверхностных водоёмов. Главные реки: Белая, Кама и Буй. Район имеет разветвленную речную сеть. По его территории протекают реки Белая, Кама, Амзя, Березовка, Кельтей, Тыхтем, БыстрыйТанып. Они являются естественными границами района с соседними республиками. На западной границе района река Белая впадает в Нижнекамское водохранилище на реке Каме.

### Почвы
Преобладают дерново-подзолистые, серые лесные и слабоподзолистые песчаные почвы. На равнине сформировались ландшафты южной тайги, северной и южной лесостепи. На севере распространены хвойные, на правобережье Белой — темнохвойно-широколиственные, на левобережье — широколиственные леса и луговые степи на дерново-подзолистых, серых лесных и различных лесостепных почвах. На юге — типчаково-разнотравные луговые степи на чернозёмных почвах. Крутые склоны увалов и лесные опушки заняты кустарниковыми ассоциациями из вишни степной и караганы. К поймам рек приурочены осокоревые и ольховые леса с примесью дуба, вяза, липы и осины. На заболоченных понижениях сформировались кустарниковые заросли из ивы, крушины и берёзы. На юге освоенность территории доходит до 75 %, на севере — до 40—60 %.

### Растительность
На территории района доминируют равнинные агроландшафты с островными массивами лесов. Сплошные и относительно крупные лесные массивы сохранились лишь по запретным полосам р. Камы. Сильно освоенный район, сельхозугодия занимают 85.4 тыс. га общей площади. Лесом покрыто 21.6 тыс. га (12.7 % территории).

### Животный мир
Животный мир района богат и разнообразен. Охотничье-промысловые животные представлены преимущественно лесными видами: лось, кабан, косуля, волк, лисица, куница, барсук, горностай, белка, бобр, заяц-беляк, глухарь, тетерев, рябчик, кряква, вальдшнеп, бекас и др. Распространены интродуцированные виды: американская норка, енотовидная собака и ондатра. Из редких животных в районе обитают или могут быть обнаружены орлан-белохвост, могильник, беркут, курганник, большой подорлик, скопа, филин, степной лунь, степная пустельга, белоглазая чернеть (на пролёте), краснозобая казарка (на пролёте), серый гусь, белый гусь (на пролёте), лебедь-кликун, обыкновенный, турпан (на пролёте), серая цапля, большая выпь, перепел, серый журавль, камышница, кулик-сорока, веретеница ломкая, прудовая лягушка, травяная лягушка, русский осётр, стерлядь, махаон, переливница ивовая, сенница Геро и др. Из редких видов растений произрастают ирис сибирский, ковыль перистый, гудаера ползучая, тайник яйцевидный, венерин башмачок настоящий, болотный мирт, багульник болотный, зимолюбка зонтичная, лазурник трехлопастной, астрагал песчаный и др.

## Население
| 1930    | 1939    | 1959    | 1970    | 1979    | 1989    | 1995    | 1999    | 2000    |
| ------- | ------- | ------- | ------- | ------- | ------- | ------- | ------- | ------- |
| 53 800  | ↘41 557 | ↘38 180 | ↗57 700 | ↘34 406 | ↗42 669 | ↗46 200 | ↘27 029 | ↗27 629 |
| 2001    | 2002    | 2003    | 2004    | 2005    | 2006    | 2007    | 2008    | 2009    |
| ↗27 645 | ↘27 552 | ↘27 500 | ↘27 260 | ↗27 591 | ↗27 606 | ↗27 618 | ↗27 753 | ↘27 654 |
| 2010    | 2012    | 2013    | 2014    | 2015    | 2016    | 2017    | 2018    | 2019    |
| ↗27 986 | ↘27 830 | ↗27 871 | ↘27 743 | ↗27 821 | ↘27 641 | ↘27 467 | ↘27 213 | ↘26 554 |
| 2021    |         |         |         |         |         |         |         |         |
| ↘26 145 |         |         |         |         |         |         |         |         |

Согласно прогнозу Минэкономразвития России, численность населения будет составлять:
- 2024 — 27,18 тыс. чел.
- 2035 — 25,99 тыс. чел.

### Национальный состав
Согласно Всероссийской переписи населения 2010 года: башкиры — 31,3 %, марийцы — 26,5 %, татары — 25,8 %, русские — 14,7 %, лица других национальностей — 1,7 %.
По итогам переписи населения 2020 года проживали следующие национальности (национальности менее 0,1 % и другое см. в сноске к строке «Другие»):
| Национальность | Численность, чел. | Доля     |
| -------------- | ----------------- | -------- |
| Башкиры        | 8241              | 31,52 %  |
| Марийцы        | 6757              | 25,84 %  |
| Татары         | 5986              | 22,90 %  |
| Русские        | 4600              | 17,59 %  |
| Удмурты        | 76                | 0,29 %   |
| Армяне         | 63                | 0,24 %   |
| Украинцы       | 36                | 0,14 %   |
| Чуваши         | 32                | 0,12 %   |
| Таджики        | 31                | 0,12 %   |
| Другие         | 323               | 1,24 %   |
| Итого          | 26 145            | 100,00 % |

### Языковой состав
Согласно Всероссийской переписи населения 2010 года родными языками населения являлись:
татарский — 42,4 %, марийский — 25,7 %, русский — 18,6 %, башкирский — 12,3 % .
Согласно Всероссийской переписи населения 2020 года родными языками населения являлись: татарский — 29,1 %, марийский — 25,4 %, башкирский — 23,4 %,  русский — 20 %.

## Административное деление
В Краснокамский район как административно-территориальную единицу республики входит 14 сельсоветов.
В одноимённый муниципальный район в рамках местного самоуправления входит 14 муниципальных образований со статусом сельского поселения:
| №     | Муниципальное образование    | Административный центр | Количество населённых пунктов | Население (чел.) | Площадь (км²) |
| ----- | ---------------------------- | ---------------------- | ----------------------------- | ---------------- | ------------- |
| 1e-06 | Сельское поселение           |                        |                               |                  |               |
| 1     | Арлановский сельсовет        | село Арлан             | 6                             | ↘1380            | 102,63        |
| 2     | Кариевский сельсовет         | село Кариево           | 4                             | ↘1069            | 164,17        |
| 3     | Куяновский сельсовет         | село Куяново           | 6                             | ↘4786            | 18,67         |
| 4     | Музяковский сельсовет        | село Музяк             | 7                             | ↘1191            | 124,11        |
| 5     | Николо-Берёзовский сельсовет | село Николо-Берёзовка  | 1                             | ↗6238            | 130,10        |
| 6     | Никольский сельсовет         | село Никольское        | 5                             | ↘1149            | 53,60         |
| 7     | Новобуринский сельсовет      | деревня Новая Бура     | 7                             | ↘2158            | 121,26        |
| 8     | Новокабановский сельсовет    | село Новокабаново      | 2                             | ↗1176            | 139,89        |
| 9     | Новокаинлыковский сельсовет  | село Новый Каинлык     | 8                             | ↘1431            | 121,60        |
| 10    | Новонагаевский сельсовет     | село Новонагаево       | 2                             | ↘1074            | 58,12         |
| 11    | Новоянзигитовский сельсовет  | деревня Новый Янзигит  | 6                             | ↘1604            | 209,39        |
| 12    | Раздольевский сельсовет      | деревня Раздолье       | 4                             | ↘1491            | 49,62         |
| 13    | Саузбашевский сельсовет      | деревня Саузбаш        | 3                             | ↗901             | 155,88        |
| 14    | Шушнурский сельсовет         | село Шушнур            | 7                             | ↘1608            | 145,88        |

### Населённые пункты
| №  | Населённый пункт             | Тип     | Население | Муниципальное образование    |
| -- | ---------------------------- | ------- | --------- | ---------------------------- |
| 1  | Апасево                      | деревня | ↘111      | Никольский сельсовет         |
| 2  | Арлан                        | село    | ↘755      | Арлановский сельсовет        |
| 3  | Ашит                         | деревня | ↘71       | Новонагаевский сельсовет     |
| 4  | Барьязибаш                   | деревня | ↘202      | Куяновский сельсовет         |
| 5  | Бачкитау                     | деревня | ↘270      | Новоянзигитовский сельсовет  |
| 6  | Биктимирово                  | деревня | ↘6        | Никольский сельсовет         |
| 7  | Большая Амзя                 | деревня | ↘141      | Раздольевский сельсовет      |
| 8  | Бурнюш                       | деревня | ↗197      | Новокаинлыковский сельсовет  |
| 9  | Ведресево                    | деревня | ↘97       | Никольский сельсовет         |
| 10 | Воробьёво                    | деревня | ↗214      | Музяковский сельсовет        |
| 11 | Деревня Шариповского участка | деревня | ↘117      | Новокаинлыковский сельсовет  |
| 12 | Енактаево                    | деревня | ↘96       | Кариевский сельсовет         |
| 13 | Зубовка                      | деревня | ↘28       | Музяковский сельсовет        |
| 14 | Ивановка                     | деревня | ↘13       | Арлановский сельсовет        |
| 15 | Илистанбетово                | деревня | ↗182      | Музяковский сельсовет        |
| 16 | Ишметово                     | деревня | ↘106      | Музяковский сельсовет        |
| 17 | Кадреково                    | деревня | ↘100      | Раздольевский сельсовет      |
| 18 | Калтаево                     | деревня | ↗124      | Музяковский сельсовет        |
| 19 | Кариево                      | село    | ↘505      | Кариевский сельсовет         |
| 20 | Карякино                     | деревня | ↗130      | Музяковский сельсовет        |
| 21 | Киргизово                    | деревня | ↗124      | Новокаинлыковский сельсовет  |
| 22 | Киреметево                   | деревня | ↗341      | Новобуринский сельсовет      |
| 23 | Кувакино                     | деревня | ↘202      | Никольский сельсовет         |
| 24 | Кузгово                      | деревня | ↘238      | Новокабановский сельсовет    |
| 25 | Купербаш                     | деревня | ↘95       | Новокаинлыковский сельсовет  |
| 26 | Кутлинка                     | деревня | ↘233      | Кариевский сельсовет         |
| 27 | Куяново                      | село    | ↘3159     | Куяновский сельсовет         |
| 28 | Маняк                        | деревня | ↘281      | Новобуринский сельсовет      |
| 29 | Можары                       | село    | ↘393      | Арлановский сельсовет        |
| 30 | Мрясово                      | деревня | ↘81       | Новобуринский сельсовет      |
| 31 | Музяк                        | село    | ↘544      | Музяковский сельсовет        |
| 32 | Мурзино                      | деревня | ↘46       | Раздольевский сельсовет      |
| 33 | Нижняя Татья                 | село    | ↘235      | Шушнурский сельсовет         |
| 34 | Николо-Берёзовка             | село    | ↘6064     | Николо-Берёзовский сельсовет |
| 35 | Никольское                   | село    | ↘496      | Никольский сельсовет         |
| 36 | Новая Бура                   | деревня | ↘593      | Новобуринский сельсовет      |
| 37 | Новая Мушта                  | деревня | ↘272      | Шушнурский сельсовет         |
| 38 | Новобалтачево                | деревня | ↘30       | Арлановский сельсовет        |
| 39 | Новокабаново                 | село    | ↗926      | Новокабановский сельсовет    |
| 40 | Новонагаево                  | село    | ↘1093     | Новонагаевский сельсовет     |
| 41 | Новоуразаево                 | деревня | ↘184      | Арлановский сельсовет        |
| 42 | Новохазино                   | деревня | ↗339      | Куяновский сельсовет         |
| 43 | Новый Актанышбаш             | село    | ↘735      | Шушнурский сельсовет         |
| 44 | Новый Буртюк                 | деревня | ↘527      | Новобуринский сельсовет      |
| 45 | Новый Каинлык                | село    | ↘615      | Новокаинлыковский сельсовет  |
| 46 | Новый Татыш                  | деревня | ↘133      | Новокаинлыковский сельсовет  |
| 47 | Новый Чуганак                | деревня | ↘68       | Кариевский сельсовет         |
| 48 | Новый Янзигит                | деревня | ↘316      | Новоянзигитовский сельсовет  |
| 49 | Раздолье                     | деревня | ↘1084     | Раздольевский сельсовет      |
| 50 | Редькино                     | деревня | ↘898      | Куяновский сельсовет         |
| 51 | Сабанчи                      | деревня | ↗21       | Шушнурский сельсовет         |
| 52 | Саклово                      | село    | ↘388      | Саузбашевский сельсовет      |
| 53 | Саузбаш                      | деревня | ↘454      | Саузбашевский сельсовет      |
| 54 | Саузово                      | деревня | ↘165      | Саузбашевский сельсовет      |
| 55 | Старая Бура                  | деревня | ↘251      | Новобуринский сельсовет      |
| 56 | Старая Мушта                 | село    | ↘563      | Новоянзигитовский сельсовет  |
| 57 | Староуразаево                | деревня | ↗36       | Арлановский сельсовет        |
| 58 | Староянзигитово              | село    | ↘529      | Новоянзигитовский сельсовет  |
| 59 | Старый Ашит                  | деревня | ↗16       | Куяновский сельсовет         |
| 60 | Старый Буртюк                | деревня | ↘364      | Новобуринский сельсовет      |
| 61 | Старый Каинлык               | деревня | ↘128      | Новокаинлыковский сельсовет  |
| 62 | Такталачук                   | деревня | ↗25       | Куяновский сельсовет         |
| 63 | Уртаул                       | деревня | ↘14       | Новоянзигитовский сельсовет  |
| 64 | Чабаевка                     | деревня | ↘17       | Шушнурский сельсовет         |
| 65 | Шушнур                       | село    | ↘471      | Шушнурский сельсовет         |
| 66 | Янаул                        | деревня | ↘51       | Новоянзигитовский сельсовет  |
| 67 | Янаул                        | деревня | ↘7        | Шушнурский сельсовет         |
| 68 | Янгузнарат                   | деревня | ↘136      | Новокаинлыковский сельсовет  |

## Известные уроженцы
- Абдуллин, Риф Мударисович (род. 1 января 1948) — живописец, Заслуженный художник РБ (1998), Заслуженный художник РФ (2016)[41].
- Сулейманов, Шариф Сулейманович (13 октября 1920 — 12 февраля 1994) — командир истребительно-противотанкового артиллерийского полка, министр финансов Башкирской АССР (1971—1988), Герой Советского Союза[42][43].
- Юзыкайн, Александр Михайлович (12 марта 1929 — 17 декабря 1996) — марийский писатель, Заслуженный работник культуры МАССР (1984), Народный писатель Марий Эл (1996)[44].

## Достопримечательности

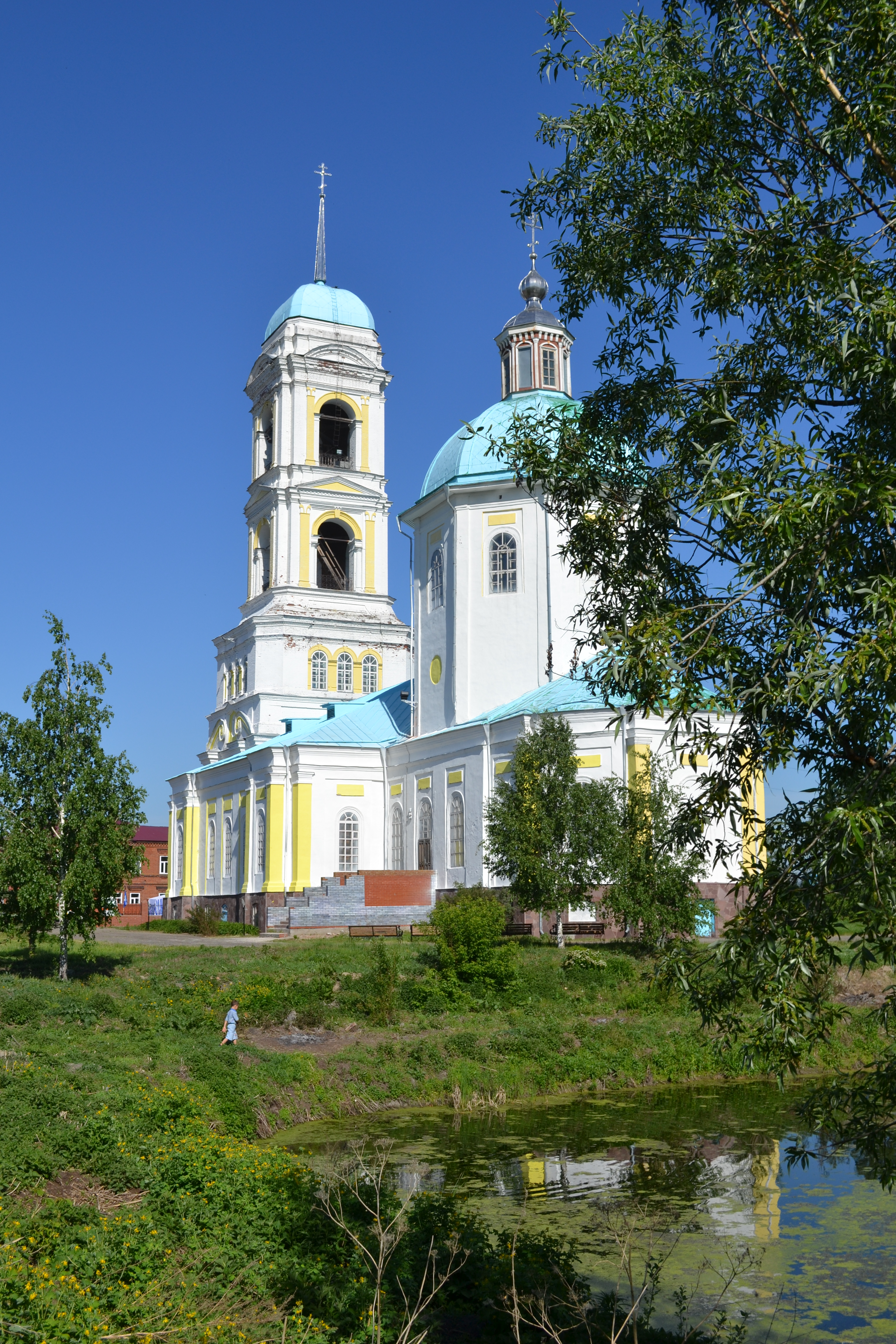
Никольский храм

- Историко-архитектурный комплекс «Никольский храм» в селе Николо-Берёзовка[45][46].
- Кладбище святых — реликтовый островной сосновый бор у села Новый Каинлык[47].

## Экономика
Основная отрасль экономики — сельское хозяйство. Сельское хозяйство района специализируется на молочно-мясном скотоводстве, свиноводстве, птицеводстве, овощеводстве, картофелеводстве, выращивании зерна. Площадь сельскохозяйственных угодий — 95,5 тыс. га, в том числе пашни — 56,4 тыс. га, пастбищ — 18,2 тыс. га, сенокосов — 10,8 тыс. га.

## Транспорт
По северной окраине района проходит железная дорога Москва — Казань — Екатеринбург. Автомобильные дороги Нефтекамск — Дюртюли и Николо-Березовка — Нефтекамск — Краснохолмский связывают район с автомагистралями М-7 «Волга» и Уфа — Бирск — Янаул.

## Образование, культура, здравоохранение, молодежная политика и спорт
В районе 30 общеобразовательных школ, в том числе 12 средних, 9 основных, 9 начальных; 18 детских садов. Дополнительное образование дети получают в Детско-юношеской спортивной школе и Центре детского творчества «Созвездие». На территории района имеется детский оздоровительный лагерь «Кама». В системе культуры функционируют центральный районный дом культуры, 31 культурно-досуговое учреждение, центральная районная библиотека и 22 общедоступные библиотеки, 2 детские школы искусств, районный историко-краеведческий музей. Сферу здравоохранения района представляют 2 общетерапевтических отделения в селах Николо-Березовка и Куяново, хирургическое и психотерапевтическое отделения, отделение паллиативной медицинской помощи, дневной стационар, 2 кабинета врача общей практики, 32 фельдшерско-акушерских пункта. При комитете по делам молодежи ведут деятельность 2 подростковых клуба: «Сплав» и «Геркулес». С 2014 года в селе Николо-Березовка функционирует физкультурно-оздоровительный комплекс «Прикамье» с бассейном.
Краснокамским информационным центром — филиалом ГУП РБ Издательский дом "Республика Башкортостан издаётся районная газета на русском языке «Краснокамские зори», на татарском — «Кама таңнары».